# 이베리코 햄
이베리코 햄(iberico+ham)은 스페인과 포르투갈에서 기르는 이베리아돼지의 볼기살과 족발 부위로 만든 햄(스페인의 하몬 또는 포르투갈의 프레준투)이다. 스페인에서는 하몬 이베리코(스페인어: jamón ibérico), 포르투갈에서는 프레준투 이베리쿠(포르투갈어: presunto ibérico)라 부른다.

## 분류
데에사라 불리는 참나무 숲에 방목해 스페인과 포르투갈 사이를 자유롭게 돌아다니는 이베리아돼지는 도토리를 주워 먹는다. 이렇게 자란 순종 이베리아돼지의 고기를 36개월간 숙성시켜 만든 이베리코 햄에 "베요타(bellota→도토리)"가 표기된다. 데에사에서 곡물(곡식와 협과) 사료를 주어 키우다가 몬타네라 시기에는 도토리를 먹게 했지만, 목표 체중에 도달하지 않아 곡물 사료를 추가로 먹인 이베리아돼지의 고기로 만든 이베리코 햄에는 "레세보(recebo→다시 사료)"가 표기된다. 농장에서 곡물 사료를 먹여 키운 이베리아돼지의 고기로 만든 이베리코 햄에는 "세보(cebo→사료)"가 표기되며, 데에사에서 키우지만 사료를 먹인 이베리아돼지의 고기로 만든 이베리코 햄에는 "세보/캄포(cebo/campo→사료/들판)"가 표기된다.
- 검은색 라벨: 데에사에 방목해 기른 "베요타(도토리)" 급, 100% 순종 이베리아돼지의 고기로 만든다. 파타 네그라(스페인어·포르투갈어: pata negra)라는 이름은 검은색 라벨 이베리코 햄에만 붙는다.
- 붉은색 라벨: 데에사에 방목해 기른 "베요타(도토리)" 급 돼지이지만 순종 이베리아돼지가 아니다. 이베리아돼지 혈통의 비율이 라벨에 명시된다.
- 초록색 라벨: 데에사에서 곡물 사료를 먹여 기른 "세보/캄포" 급 돼지의 고기로 만든다. 도토리와 곡물을 함께 먹는다.
- 흰색 라벨: 도토리를 먹지 않고, 곡물 사료만 먹고 자란 "세보" 급 돼지의 고기로 만든다. 햄 숙성도 24개월만 한다.

유럽연합의 원산지 명칭 보호(PDO)를 받는 이베리코 햄은 다음과 같다.
- 기후엘로 햄(jamón Ibérico D.O.P. Guijuelo 하몬 이베리코 D.O.P 기후엘로[*]): 살라망카도의 기후엘로에서 생산되는 하몬으로, 1996년 6월 21일부터 유럽연합의 원산지 명칭 보호를 받는다.[1]
- 로스페드로체스 햄(jamón Ibérico D.O.P. Los Pedroches 하몬 이베리코 D.O.P 로스 페드로체스[*]): 코르도바도의 로스페드로체스에서 생산되는 하몬으로, 2010년 9월 3일부터 유럽연합의 원산지 명칭 보호를 받는다.[2]
- 에스트레마두라 햄(jamón Ibérico D.O.P. Dehesa de Extremadura 하몬 이베리코 D.O.P 데에사 데 에스트레마두라[*]): 에스트레마두라주의 카세레스도와 바다호스도에 걸친 데에사에서 생산되는 하몬으로, 1996년 6월 21일부터 유럽연합의 원산지 명칭 보호를 받는다.[3]
- 하부고 햄(jamón Ibérico D.O.P. Jabugo 하몬 이베리코 D.O.P 하부고[*]): 우엘바도의 시에라데아라세나 이 피코스데아로체 자연공원 내에서 생산되는 하몬으로, 1998년 1월 27일부터 유럽연합의 원산지 명칭 보호를 받는다.[4]

## 같이 보기
- 세라노 햄